# Cleiton Xavier
Cleiton Ribeiro Xavier (* 23. März 1983 in São José da Tapera, Alagoas) ist ein ehemaliger brasilianischer Fußballspieler. Er spielte auf der Position eines offensiven Mittelfeldspielers.

## Karriere

### Verein
Xavier erhielt seine fußballerische Ausbildung beim CS Alagoano. Bei CSA gelang ihm 2001 der Sprung in den Profikader. Im Folgejahr wechselte er zum SC Internacional nach Porto Alegre. Mit dem Klub konnte er in der obersten Spielklasse Brasiliens antreten. Ab der Saison 2005 wurde er an andere Klubs ausgeliehen. In dem Jahr trat er für Sport Recife an und in der Série A 2005 für den Brasiliense FC. 2006 war folgten Leihgaben an die SE Gama sowie den Marília AC. Die Restlaufzeit seines Vertrages mit Internacional von 2007 bis 2008 verbrachte Xavier beim Figueirense FC.
Nach dem Auslaufen seines Vertrages unterzeichnete zum Jahresanfang 2009 bei der SE Palmeiras. Seinen Einstand gab er hier in der Staatsmeisterschaft von São Paulo 2009. In der Partie beim EC Santo André am 21. Januar stand er in der Startelf und in der 43. Minute gelang ihm einzige Tor der Partie. Xavier gelang es, in den ersten fünf Spielen fünf Tore zu erzielen. Zu diesem Zeitpunkt war selbiges für den Klub nur Humberto Tozzi und Tupãzinho gelungen. In der Série A 2009 erfolgte sein Debüt für Palmeiras am 9. Mai 2009. Im Heimspiel gegen den Coritiba FC wurde er in der 57. Minute für Jumar eingewechselt. Gegen den Grêmio FBPA am 6. August vollbrachte er in der 28. Minute sein erstes Tor in dem Wettbewerb für den Klub. Bei Palmeiras gab Xavier seinen Einstand auf internationaler Klubebene. In der Copa Libertadores 2009 bestritt er alle möglichen zwölf Spiele, bis man im Viertelfinale ausschied (drei Tore). Sein erstes Spiel am 29. Januar gegen Club Real Potosí aus Bolivien. In dem Spiel traf er auch in der 59. Minute zum zwischenzeitlichen 4:1 (Endstand-5:1). In der Meisterschaft betritt er 32 von 38 möglichen Spielen, davon 31 in der Startelf und erzielte drei Tore. Auch in seinem zweiten Jahr war er in São Paulo als Stammspieler gesetzt.
Im Juli 2010 wechselte Xavier in die Ukraine zu Metalist Charkiw. Der Kontrakt erhielt eine Laufzeit über vier Jahre. Seine erste Partie in seiner neuen Heimat bestritt er am 23. Juli. Zu Gast war Dynamo Kiew zum dritten Spieltag in der Premjer-Liha 2010/11. In dem Treffen stand er in der Anfangsformation und wurde in der 65. Minute für Andrij Worobej ausgewechselt. Seine ersten Tore für den Klub erzielte Xavier auch in der Liga. Im Auswärtsspiel gegen Schachtar Donezk am folgenden Spieltag erzielte er die Tore zum 2:0 und 3:0. Mit Charkiw debütierte er auch in der UEFA Europa League 2010/11. Hier trat er in neun von zehn Spielen an (drei Tore), bis man in der K.-o.-Phase gegen Bayer 04 Leverkusen ausschied. Das erste Spiel fand am 19. August gegen Omonia Nikosia aus Zypern statt. Anfang des Jahres kündigte Xavier seinen Vertrag mit Klub. Die FIFA hatte dieses, aufgrund des Krieges zwischen Russland und der Ukraine, erlaubt.
Der Spieler kehrte in sein Geburtsland zurück. Hier hatte ein Angebot des Vorjahresmeisters Cruzeiro EC erhalten. Unter dem dortigen Trainer Vanderlei Luxemburgo hatte er bereits in seiner Zeit bei Palmeiras gespielt und dieser wollte ihn gerne verpflichten. Als Paulo Nobre, der Präsident von Palmeiras, davon erfuhr, dass Xavier auf dem Weg dazu war ein Spieler Cruzeiros zu werden, rief er diesen an, um ihn wieder zu Palmeiras zu lotsen, welches ihm auch gelang. Der Kontrakt erhielt eine Laufzeit über vier Jahre. Im Rahmen des Gewinns des Copa do Brasil 2015 stand er drei Mal auf dem Platz und erzielte am 19. August im Achtelfinalhinspiel beim Cruzeiro EC in der 8. Minute den 1:0-Führungstreffer (Endstand-2:1). Aufgrund einer Verletzung konnte Xavier erst ab April in die Saison 2016 eingreifen. In der Staatsmeisterschaft 2016 kam er nur zu einem Spiel. Mit dem Klub konnte er im Dezember die Série A 2016 gewinnen. Auf dem Weg zum neunten Meistertitel von Palmeiras stand 30 Mal auf dem Platz, davon 15 Mal in der Anfangsformation. Er erzielte vier Tore und gab sechs Torvorlagen.
Zum Jahresanfang 2017 wurde sein Wechsel zum EC Vitória bekannt. Der Kontrakt erhielt eine Laufzeit über zweieinhalb Jahre und beinhaltete die Leihe von Yan von an Palmeiras bis Jahresende 2017. Mit Vitória gewann er die Staatsmeisterschaft von Bahia 2017 (zehn Spiele, drei Tore). In der anschließenden Série A 2017 kam er aber, auch verletzungsbedingt, nur noch zu wenig Spielzeiten. Nach Beendigung der Spiele um die Staatsmeisterschaft 2018 wurde Xavier an den Clube de Regatas Brasil ausgeliehen. Der Vertrag sah eine Gültigkeit bis Jahresende vor. Er hatte aber weiter mit Verletzungen zu kämpfen und kam in der Série B 2018 nur auf vier Partien. Im Juli löste dann Vitória seinen Vertrag auf.

### Nationalmannschaft
Xavier war Teil der U20-Auswahl, welche bei den panamerikanischen Spielen 2003 den zweiten Platz erreichte.
Anfang November 2009 erhielt Xavier erstmals eine Berufung in die Brasilianische Fußballnationalmannschaft durch Trainer Dunga. Zu dem Zeitpunkt war die Auswahl bereits für die Fußball-Weltmeisterschaft 2010 qualifiziert und Dunga unterlag der Besonderheit, dass er keine in Europa antretenden Spieler berufen konnte. Lediglich im WM-Qualifikationsspiel gegen Chile am 9. November saß er auf der Reservebank, wurde aber nicht eingewechselt. Zu weiteren Berufungen kam es nicht.

## Erfolge
U20-Nationalmannschaft
- Panamerikanische Spiele Silber : 2003

Internacional
- Staatsmeisterschaft von Rio Grande do Sul: 2003, 2004

Figueirense
- Staatsmeisterschaft von Santa Catarina: 2008

Palmeiras
- Copa do Brasil: 2015
- Campeonato Brasileiro de Futebol: 2016

Vitória
- Staatsmeisterschaft von Bahia: 2017